# Чуйский район
Чуйский район (кирг. Чүй району) — административная единица в составе Чуйской области Кыргызстана. Административный центр — город Токмак, который в состав Чуйского района не входит.
Граничит на севере с Казахстаном, на востоке — с Кеминским районом, на западе — с Ысык-Атинским районом Чуйской области, на юге — с Кочкорским районом Нарынской области. Площадь района составляет 1592 км².

## История
22 марта 1944 года 9 сельсоветов Чуйского района были переданы в новый Быстровский район. В 1956 году центр района был перенесён из села Старая Покровка в город Токмак. 26 ноября 1959 года к Чуйскому району была присоединена часть территории упразднённого Ивановского района.

## Население
По данным переписи населения Кыргызстана 2009 года, киргизы составляют 39 116 человек из 47 017 жителей района (83,2 %), русские — 3225 человек (6,9 %), дунгане — 2201 человек (4,7 %), азербайджанцы — 828 человек (1,8 %), казахи — 522 человека (1,1 %).

## Административно-территориальное деление
- Сельские населённые пункты (сёла), входящие в 10 аильных (сельских) округов[7]:
  - Ак-Бешимский аильный округ: с. Ак-Бешим, Джаны-Джол, Калыгул;
  - Буранинский аильный округ: с. Ден-Арык (центр), Алга, Бурана, Мээнеткеч;
  - Ибраимовский аильный округ: с. Кошой (центр), Кара-Ой, Кызыл-Аскер, имени Ленина, Ленин-Джол, Талды-Булак;
  - Искринский аильный округ: с. Кара-Дебе (центр), Восточное, Джаны-Турмуш, Железнодорожное, Искра;
  - Кегетинский аильный округ: с. Кегети, Арпа-Тектир, Акматбек, Советское, имени Чапаева;
  - Кош-Коргонский аильный округ: с. Кош-Коргон;
  - Онбир-Джылгинский аильный округ: с. Прогресс (центр), Кайырма, Маданият, Онбир-Джылга;
  - Сайлыкский аильный округ: с. Сайлык, Виноградное, Джаны-Чек;
  - Чуйский аильный округ: с. Чуй, Арал, Садовое;
  - Шамшынский аильный округ: с. Шамшы, Карагул, Кош-Кашат, Чон-Джар.

## В районе родились
- Карымшаков, Келдике (1919—2003) — советский государственный и партийный деятель, инвалид и ветеран Великой Отечественной войны, награждён боевыми орденами и медалями за мужество и героизм в боях за Советскую Родину, также имеет награды за мирный труд.
- Афанасьев, Михаил Денисович (1923—1986) — Герой Советского Союза.
- Байтемиров, Насирдин (1916—1996) — киргизский и советский поэт, прозаик, драматург.
- Борончиев, Исмаил (1910—1978) — акын-импровизатор, поэт, народный артист Киргизской ССР (1958).
- Дженчураев, Джаманкул Дженчураевич — киргизский советский писатель, пограничник.
- Джумабаев, Усенкул (1923—1976) — киргизский советский государственный, политический и общественный деятель, поэт.
- Ибраимов, Султан Ибраимович — советский государственный и партийный деятель, председатель Совета Министров Киргизской ССР (1978—1980).
- Сидоренко, Татьяна Ивановна (род. 1966) — советская, российская и хорватская волейболистка.